# Почтовые карточки СССР с оригинальной маркой
Почто́вые ка́рточки СССР с оригина́льной ма́ркой (ПК с ОМ СССР) — вид маркированных иллюстрированных односторонних почтовых карточек, издававшихся в СССР в 1971—1991 годах. От иллюстрированных почтовых карточек со стандартной маркой отличались марками с оригинальными рисунками, которые, в противовес стандартным маркам, отдельно от карточек никогда не печатались. («Оригинальная марка» в данном случае — марка оригинального дизайна, не стандартная марка.) Всего Министерство связи СССР за 20 лет выпустило в почтовое обращение 230 наименований данных знаков почтовой оплаты.
Почтовые карточки с оригинальной маркой стали популярным объектом филателистического коллекционирования. В филателистической классификации почтовые карточки с оригинальной маркой относятся к цельным вещам.

## Предназначение, почтовые тарифы и номиналы карточек
Советские почтовые карточки с оригинальной маркой, как и обычные почтовые карточки, предназначались для пересылки открытых текстовых сообщений, которые отправитель писал на обороте карточки.
Марки (за редкими исключениями) имели номинал 4 коп., что соответствовало в 1971—1983 годах почтовому тарифу за пересылку простой почтовой карточки авиапочтой. ПК с ОМ этого периода имели специальную служебную маркировку АВИА в верхней части карточки. Номинал марки почтовой карточки, посвящённой чемпионату Европы по скоростным видам подводного плавания (№ 6 по каталогу, 1973 год) составлял 3 коп., что соответствовало тарифу на пересылку простой почтовой карточки наземным транспортом. Она стала единственной с маркой такого достоинства. В 1976 году почта СССР выпустила в обращение три почтовых карточки для международной авиакорреспонденции (№ 37—39 по каталогу). Эти карточки поступили в продажу с марками номиналом 14 коп. — столько стоила услуга почты СССР по отправке авиапочтовой карточки за рубеж; карточки имели пометки на русском и французском АВИА и PAR AVION вверху карточки.
После реформы советских почтовых тарифов в 1983 году и отмены специальных расценок на авиапочту внутри страны номиналы карточек с оригинальной маркой не изменились, но они стали соответствовать стоимости пересылки почтовой карточки простым отправлением. Новые издания, начиная с карточки, посвящённой маршалу Советского Союза Будённому (по каталогу № 112), перестали маркироваться пометкой АВИА. В 1984 году поступил в продажу сувенирный комплект «Золотое кольцо России» из 10 почтовых карточек c номиналами 20 коп. На момент выхода в свет данный номинал не соответствовал ни одному из действовавших почтовых тарифов. Спустя несколько лет, в 1990 году, поступили в обращение ещё три ПК с ОМ с такими же номиналами на марках (№ по каталогу 209, 212, 213). Но тогда сумма в 20 коп. уже соответствовала тарифу отправки простой почтовой карточки за рубеж.
В 1991 году почтовые тарифы СССР вновь подверглись пересмотру. Расценки на почтовые услуги повысились, и последние советские почтовые карточки, предназначенные для простой пересылки внутри страны, имели марки номиналом 5 коп. (№ по каталогу 226—230).

## Элементы ПК с ОМ, размеры, способы печати
Размеры почтовой карточки с оригинальной маркой составляли 148 × 105 мм (±1,5 мм, согласно ГОСТу). Обязательными элементами карточки являлись адресная сетка справа, индексная сетка слева внизу, выходные сведения. Их расположение на карточке, как и её размер, регламентировались советскими государственными стандартами (например, ГОСТ 9422-73 и ГОСТ 9422-83).
Полнота выходных сведений и порядок следования элементов с течением времени менялись. В выходных сведениях указывались издатель — Министерство связи СССР, год выхода в обращение, дата подписания карточки в печать, наименование (аббревиатура) типографии, номер типографского заказа, розничная цена карточки. С 1982 года стали публиковаться тираж карточки и её художник.
Почтовые карточки с оригинальной маркой печатались на плотной мелованной бумаге преимущественно офсетным способом печати. Дважды на карточках применялось последующее лакирование (первая почтовая карточка, посвящённая полёту в космос Юрия Гагарина и карточка 1973 года, приуроченная к 50-летию гражданской авиации СССР). Увидевшая свет в 1973 году карточка, посвящённая лётчику-испытателю Григорию Бахчиванджи, изготовлена при помощи высокой печати.

## Обзор выпусков карточек
Первая советская почтовая карточка появилась 12 апреля 1971 года и была посвящена 10-летию первого в мире полёта человека в космос. На марке художник Рим Стрельников изобразил космический корабль «Восток», иллюстративное поле карточки занял графический портрет Юрия Гагарина работы Анатолия Яр-Кравченко.
В 1975 году к 30-летию Победы в Великой Отечественной войне появилась первая серия почтовых карточек с оригинальной маркой, посвящённая городам-героям СССР. Десять почтовых карточек иллюстрировались видами достопримечательностей городов-героев, связанных с героической борьбой в годы Великой Отечественной войны или ставших символами этих городов. На карточках изображались атрибуты Победы, ордена и медали СССР, гвардейская лента. Серийным оформлением отличались карточки, подготовленные в 1978 (четыре ПК с ОМ) и 1980 годах (восемь ПК с ОМ) к XXII летним Олимпийским играм в Москве. Карточки 1978 года со слоганом «Это Вы увидите в Москве…» (художник Герман Комлев) рекламировали спортивную инфраструктуру и достопримечательности Москвы как города-организатора грядущих Олимпийских игр. Серия 1980 года отображала олимпийские объекты, готовые принять спортсменов-олимпийцев. Помимо московских, на карточках появились спортивные сооружения Ленинграда, Киева, Минска, Таллина. Карточки художника Юрия Арцименева, выпущенные в 1989—1991 годах к юбилеям выдающихся русских писателей и поэтов — Анны Ахматовой, Бориса Пастернака, Осипа Мандельштама, Михаила Булгакова, Марины Цветаевой — также характеризовались серийным оформлением. В 1984 году увидел свет единственный в своём роде комплект из 10 карточек в обложке «Историко-архитектурные памятники Золотого кольца России» с рисунками художника-графика Анатолия Калашникова, выполненными в технике ксилографии.
Тематика советских почтовых карточек с оригинальной маркой охватывала актуальные события в политической жизни страны, юбилеи выдающихся деятелей отечественной и мировой культуры, успехи советской науки в области освоения космоса. Карточки посвящались также международным и союзным спортивным соревнованиям, достижениям в исследовании Арктики и Антарктики, международным филателистическим выставкам.
Значительной темой, с которой началось издание карточек, стала тема освоения космоса. Портреты первого космонавта Юрия Гагарина появлялись на ПК трижды в 1971, 1976 и 1981 годах на выпусках, посвящённых юбилеям его знаменательного полёта в космос. Второй космонавт планеты Герман Титов запечатлён на карточке 1986 года, когда отмечалось 25-летие его космической миссии. Полёт первой в мире женщины-космонавта Валентины Терешковой нашёл отражение на карточке, подготовленной к его 10-летию (1973). Героический выход Алексея Леонова в открытый космос, осуществлённый впервые в мире в 1965 году, в свою очередь пополнил космическую тематику на ПК (номер по каталогу 145, 1985 год). Юбилейная карточка к 70-летию создателя первых отечественных космических систем С. П. Королёва увидела свет в 1977 году. Пионеры космонавтики и ракетостроения К. Э. Циолковский и Ф. А. Цандер изображены на почтовых карточках 1982 и 1987 годов.
В 1976, 1981 и 1986 году к съездам КПСС (XXV, XXVI и XXVII соответственно) вместе с другой памятной филателистической продукцией — марками, блоками, художественными маркированными конвертами — выпускались и почтовые карточки. 60-летие Октябрьской революции (1977) также было отмечено выпуском юбилейной почтовой карточки. Эти издания пополнили список советских цельных вещей Ленинианы: на них присутствовали изображения советского вождя. Другим важным политическим юбилеем советской эпохи, показанным на почтовой карточке, стало 60-летие образования СССР (1982). Эмиссиями памятных карточек отмечались юбилеи вооружённых сил СССР и комсомола (1978), принятие новой Конституции СССР (1977).
Многие выпуски были связаны с темой Великой Отечественной войны. Юбилейная серия городов-героев, о которой шла речь выше, получила продолжение в 1977 году, когда звания города-героя удостоилась Тула, и в 1987 году после присвоения почётного звания городам Мурманску и Смоленску. А Севастополь, помимо серии городов-героев, изображался на карточке, приуроченной к 30-летию освобождения города от фашистской оккупации (1974). Отдельные выпуски посвящены 30-летию авиаполка «Нормандия-Неман» (1972) и командиру эскадрильи авиаполка Герою Советского Союза Марселю Лефевру (1980). На карточках можно увидеть легендарный танк Т-34 и одного из его создателей — конструктора танков Александра Морозова (1984); штурмовик Ил-2, самый массовый боевой самолёт Великой Отечественной войны, изображён на ПК, посвященной его создателю авиаконструктору Сергею Ильюшину (1983).
В сюжетах советских ПК с ОМ широко представлены выдающиеся деятели отечественной культуры и искусства. Среди них классики русской литературы А. С. Пушкин, В. А. Жуковский, М. Ю. Лермонтов, Л. Н. Толстой, А. П. Чехов; выдающиеся актёры Ф. Г. Волков и М. С. Щепкин, композиторы М. П. Мусоргский и М. А. Балакирев, художники И. Н. Крамской и К. Е. Маковский, архитекторы В. И. Баженов, М. Ф. Казаков, Ф. О. Шехтель, А. В. Щусев. Почта СССР отражала многонациональный характер советского государства, посвящая эмиссии почтовых карточек юбилеям выдающихся деятелей национальных культур. В этом ряду классик украинской литературы Т. Г. Шевченко, белорусские поэты Янка Купала и Якуб Колас, латышский поэт и драматург Янис Райнис, литовский оперный певец Кипрас Петраускас, эстонский композитор Артур Капп, грузинский художник Нико Пиросманашвили, казахский просветитель и фольклорист Ибрай Алтынсарин, узбекский поэт и драматург Хамза Хакимзаде Ниязи и другие. Выпускались карточки в честь деятелей мировой культуры. В их числе английский поэт и драматург Уильям Шекспир, французские композитор Жорж Бизе, художники Клод Моне и Огюст Ренуар, скульптор Огюст Роден, испанский живописец Эль Греко.
Почта СССР пропагандировала на карточках с оригинальной маркой отечественные достижения в области освоения Арктики и Антарктики. Эмиссиями отмечены 25-летие антарктической обсерватории «Мирный» (1981), 30-летие научной антарктической станции «Восток» (1987), юбилей одного из первооткрывателей Антарктиды Ф. Ф. Беллинсгаузена (1978), а также арктические лыжные экспедиции, предпринятые в 1979, 1986 и 1988 годах. Поход атомного ледокола «Арктика», впервые достигшего Северного полюса в 1977 году, годом позже был запечатлён на ПК.
Выше упоминалось, что к XXII Олимпийским играм 1980 года в Москве издавались две серии карточек (в 1978 и 1980 годах), а перед этим увидела свет одиночная ПК в 1977 году. Всего к московской Олимпиаде министерство связи СССР подготовило 13 сюжетов на карточках. Другие международные и всесоюзные спортивные события отмечались куда как менее масштабно. По одной открытке удостоились VII и VIII летние Спартакиады народов СССР (1979 и 1983), чемпионат мира по хоккею (1979), резонансный матч на первенство мира по шахматам в Москве (1985), чемпионат Европы по скоростным видам подводного плавания (1972).
Последняя почтовая карточка СССР с оригинальной маркой, посвящённая столетнему юбилею Марины Цветаевой, увидела свет 15 января 1992 года, де-факто после распада СССР. На марке был указан год «1992» в соответствии с планом выпуска знаков почтовой оплаты СССР на этот год. На момент прекращения существования советского государства тираж карточки уже был готов; карточка поступила в почтовое обращение с наименованием несуществующего уже государства на марке.
В дальнейшем почтовые карточки с оригинальной маркой продолжили выпускать Россия и некоторые другие постсоветские государства (например, Украина, Белоруссия, Армения). На первых трёх российских ПК с ОМ, готовившихся к печати в последние месяцы существования СССР, издателем указано Министерство связи СССР.

## Специальные гашения на ПК с ОМ
Выпуск большинства карточек с оригинальной маркой сопровождался специальными гашениями памятными почтовыми штемпелями, которые придавали им бо́льшую филателистическую ценность.
Поначалу на карточках применялись специальные почтовые штемпеля, которые могли правомерно применяться и на других цельных вещах — например, на маркированных конвертах той же тематики или на конвертах первого дня, если выпуск карточки проводился одновременно с почтовой маркой или серией марок. Однако с 1982 года, начиная с ПК № 101 по каталогу, Почта СССР регулярно стала использовать специальные гашения первого дня для выпускаемых почтовых карточек. То есть в обращении появились специальные памятные штемпеля, подготовленные для гашений исключительно почтовых карточек с оригинальной маркой. Наталия Максименко отмечала, что переход от одного вида специальных гашений на ПК к другому проходил постепенно, с применением «промежуточных» специальных почтовых штемпелей. Такие штемпеля специально приурочивались к поступлению в обращение некоторых почтовых карточек с оригинальной маркой. По сути, они являлись штемпелями первого дня, но без формальных атрибутов последних.
Некоторые почтовые карточки (прежде всего, 1983 года выпуска, и отдельные ПК более позднего времени) гасились стандартным штемпелем первого дня. Он характеризовался наличием окошка с переводной датой, что позволяло многократно его использовать. Стандартный штемпель первого дня был изготовлен в 1968 году и впоследствии регулярно применялся для гашений первого дня многих почтовых марок.
С 1989 года Министерство связи СССР прекратило изготовление описанных выше штемпелей первого дня, применявшихся только для гашений почтовых карточек.
Количество специальных гашений, связанных с выпуском почтовой карточки, обычно составляло от двух до четырёх. Нередко они проводились в разных городах СССР (например, гашение первого дня ПК № 167, посвящённой Ф. А. Цандеру, проводилось в Москве, а специальное гашение — на родине учёного в Риге). Случалось, что количество сопутствующих спецгашений достигало 17-ти (ПК к 60-летию Октябрьской революции, 1977) и даже 18-ти (юбилейная ПК к 60-летию СССР, 1982). В то же время выход в свет отдельных ПК с ОМ вообще не сопровождался специальными памятными гашениями.

### Комментарии
1. ↑  Официальный язык Всемирного почтового союза
2. ↑  Равно как и других советских маркированных почтовых карточек.
3. ↑  В Таллине проводилась олимпийская парусная регата; в Ленинграде, Киеве и Минске — предварительные игры и четвертьфиналы олимпийского футбольного турнира.
4. ↑  То есть без текста «первый день» на русском и «premier jour» на французском.